# Mulheres na filosofia
Embora os homens tenham geralmente dominado o discurso filosófico, as mulheres têm sido filósofas ao longo da história da disciplina. Exemplos antigos incluem Maitreyi (1000 a.C.), Gargi Vachaknavi (700 a.C.), Hipárquia (ativa em c. 325 a.C.) e Areta de Cirene (ativa nos séculos V—IV a.C.). Algumas filósofas foram aceitas durante as eras medieval e moderna, mas nenhuma se tornou parte do cânone ocidental até o século XX e XXI, quando algumas fontes indicam que Susanne Langer, Elizabeth Anscombe, Hannah Arendt e Simone de Beauvoir entraram no cânone.
Apesar das mulheres participarem da filosofia ao longo da história, existe um desequilíbrio de gênero na filosofia acadêmica. Isso pode ser atribuído a preconceitos implícitos contra as mulheres. As mulheres tiveram que superar obstáculos no local de trabalho, como o assédio sexual. As minorias raciais e étnicas também estão sub-representadas no campo da filosofia. Minorities and Philosophy (MAP), a American Philosophical Association e a Society for Women in Philosophy são todas organizações que tentam corrigir o desequilíbrio de gênero na filosofia acadêmica.
No início de 1800, algumas faculdades e universidades no Reino Unido e nos Estados Unidos começaram a admitir mulheres, produzindo mais acadêmicas do sexo feminino. No entanto, relatórios do Departamento de Educação dos Estados Unidos da década de 1990 indicam que poucas mulheres acabaram na filosofia e que a filosofia é um dos campos menos proporcionais de gênero nas humanidades. As mulheres representam apenas 17% do corpo docente de filosofia em alguns estudos. Em 2014, a Inside Higher Education descreveu a filosofia como uma "longa história da própria disciplina de misoginia e assédio sexual" de estudantes e professoras. Jennifer Saul, professora de filosofia da Universidade de Sheffield, afirmou em 2015 que as mulheres estão "abandonando a filosofia após serem assediadas, agredidas ou retaliadas".
No início da década de 1990, a Associação Filosófica Canadense afirmou que há desequilíbrio de gênero e viés de gênero no campo acadêmico da filosofia. Em junho de 2013, um professor de sociologia dos EUA afirmou que, "de todas as citações recentes em quatro prestigiosas revistas de filosofia, as autoras representam apenas 3,6% do total". Os editores da Stanford Encyclopedia of Philosophy levantaram preocupações sobre a sub-representação das mulheres filósofas e exigem que editores e escritores garantam que representem as contribuições das mulheres filósofas. De acordo com Eugene Sun Park, "a filosofia é predominantemente branca e predominantemente masculina. Essa homogeneidade existe em quase todos os aspectos e em todos os níveis da disciplina." Susan Price argumenta que o cânone filosófico "continua sendo dominado por homens brancos — a disciplina que ainda segue o mito de que o gênio está ligado ao gênero." Segundo Saul, a filosofia, a mais antiga das humanidades, é também a mais masculina (e a mais branca). Enquanto outras áreas das humanidades estão perto da paridade de gênero, a filosofia é, na verdade, mais predominantemente masculina do que a matemática."

## Relatórios dos EUA
Relatórios do Departamento de Educação dos Estados Unidos indicam que a filosofia é um dos campos menos proporcionais nas humanidades em relação ao gênero. Embora os relatórios indiquem que a filosofia como campo profissional é desproporcionalmente masculina, não existem dados claros e inequívocos sobre o número de mulheres atualmente na filosofia, ou mesmo sobre o número de homens na filosofia, e é discutível como definir o que significa estar 'em filosofia'. Isso pode ser definido como o número atual de Ph.D. titulares em filosofia, o número atual de mulheres ensinando filosofia em instituições de ensino superior de dois e quatro anos, em período integral e/ou meio período (não existe nenhum conjunto de dados que mensure isso), ou o número atual de mulheres vivas com publicações em filosofia. A falta de dados claros dificulta o estabelecimento de proporções de gênero, mas o consenso entre aqueles que tentaram chegar a uma estimativa é que as mulheres representam entre 17% e 30% dos filósofos academicamente empregados. Estudos atuais mostram que as mulheres representam 23,68% dos professores de filosofia; isso se aplica tanto a professores titulares quanto a professores associados e assistentes. Outro estudo descobriu que a taxa de mulheres na filosofia não aumentou significativamente. Entre 1994 e 2013, as doutoras em filosofia diminuíram 0,5%.
O relatório de 2000 do Centro Nacional de Estatísticas da Educação, "Salary, Promotion, and Tenure Status of Minority and Women Faculty in US Colleges and Universities", estima na Tabela 23 que o número total de cidadãos americanos de "História e Filosofia" e corpo docente que ensinou principalmente em 1992 foi 19.000, dos quais 79% eram homens (ou seja, 15.010 homens em história e filosofia), 21% eram mulheres (3.990). Eles acrescentam: "Na verdade, os homens eram pelo menos duas vezes mais propensos do que as mulheres a ensinar história e filosofia."

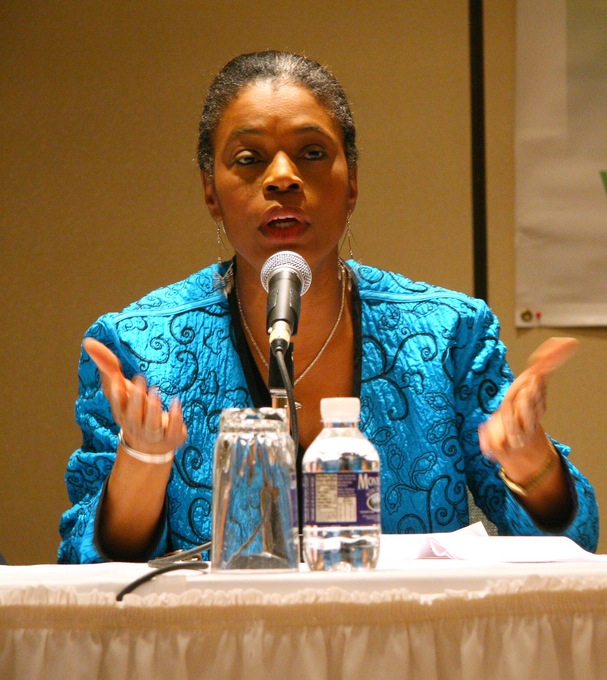
Anita L. Allen (nascida em 1953) é professora de direito e professora de filosofia na Faculdade de Direito da Universidade da Pensilvânia

Em seu relatório de 1997, "Características e atitudes do corpo docente e pessoal instrucional nas humanidades", o NCES observa que cerca de "metade do corpo docente e funcionários instrucionais em tempo integral em instituições de quatro anos em inglês e literatura (47%) e línguas estrangeiras (50%) eram do sexo feminino no outono de 1992, em comparação com menos da metade dos professores e funcionários instrucionais em história (24%) e filosofia e religião (13%) (tabela 4)." Neste relatório, eles medem Filosofia e Religião no mesmo conjunto de dados e estimam o número total de professores e funcionários de Filosofia e Religião em tempo integral em instituições de 4 anos em 7.646. Destes, 87,3% são do sexo masculino (6.675 homens), 12,7 são do sexo feminino (971 mulheres). O relatório de 1997 mede o corpo docente e funcionários de ensino em tempo integral em instituições de 4 anos em 11.383; masculino: 76,3 (8.686 homens); feminino: 23,7 (2.697 mulheres). O número de mulheres na filosofia dos dois estudos não é facilmente comparável, mas um método aproximado pode ser subtrair o número de mulheres na história no relatório de 1997 do número de mulheres estimado em 'história e filosofia' no relatório do ano 2000. Isso sugere que, como uma estimativa aproximada, 1.293 mulheres são empregadas como instrutoras de filosofia.
O relatório de 1997 indica que uma grande parte de todos os instrutores de humanidades são de meio período. Os funcionários de meio período são desproporcionalmente, mas não majoritariamente, femininos. Portanto, as considerações de empregados em tempo integral apenas necessariamente deixam de fora dados sobre muitas mulheres que trabalham em meio período para permanecerem ativas em seu campo. Em 2004, a porcentagem de doutorados em filosofia, nos Estados Unidos, destinada a mulheres atingiu um percentual recorde: 33,3%, ou 121 dos 363 doutorados concedidos.

## Organizações e campanhas

### Minorities and Philosophy (MAP)
Minorities and Philosophy (MAP) é um movimento internacional de estudantes de graduação e pós-graduação e membros do corpo docente em filosofia que trabalham em questões relacionadas à "sub-representação de mulheres e minorias na filosofia." O MAP consiste em capítulos em universidades de todo o mundo e o formato pode variar de escola para escola. No entanto, todos os capítulos se concentram amplamente em questões que as minorias enfrentam na profissão, questões filosóficas sobre minorias e trabalho feito por filósofos minoritários, bem como questões específicas do departamento de filosofia da escola. As metas de curto prazo do MAP incluem fornecer um espaço para os alunos discutirem e trabalharem nessas questões, e as metas de longo prazo incluem contribuir para a cultura da filosofia acadêmica e aumentar a participação e o reconhecimento das minorias na filosofia. Nos últimos anos, o MAP promoveu o trabalho colaborativo entre os capítulos, estabelecendo "conexões entre os capítulos que beneficiam tanto os membros quanto os departamentos a longo prazo", aumento do trabalho em pedagogia inclusiva e esforços organizados para levar a filosofia a comunidades fora dos campi universitários, como prisões e escolas primárias.

### Comitê sobre o Status da Mulher (American Philosophical Association)
O Comitê sobre o Status das Mulheres é um comitê da American Philosophical Association dedicado à avaliação e relatórios sobre o status das mulheres na filosofia. Atualmente é presidido por Hilde Lindemann. Em abril de 2007, o Comitê sobre o Status da Mulher co-patrocinou uma sessão sobre a questão central "Por que as Mulheres São Apenas 21% da Filosofia". Nesta sessão, Sharon Crasnow sugeriu que o baixo número de mulheres na filosofia pode ser devido a:
- Tratamento diferenciado: estudantes universitários homens e mulheres podem ser tratados de forma diferente em sala de aula.
- Círculo vicioso: as alunas não se sentem inclinadas a estudar filosofia devido à falta de contato com professoras de filosofia.
- Estatísticas enganosas: os administradores universitários se concentram na representação de gênero nas humanidades em geral, o que obscurece a disparidade na filosofia.[22]

### Society for Women in Philosophy
A Society for Women in Philosophy é um grupo criado em 1972 que busca apoiar e promover as mulheres na filosofia. Possui várias filiais em todo o mundo, inclusive em Nova Iorque, no Pacífico Americano, no Reino Unido e no Canadá. A cada ano, a sociedade nomeia uma filósofa como a ilustre filósofa do ano.
As homenageadas incluem:
- 2016: Maria Lugones (Universidade de Binghamton)
- 2014: Peggy DesAutels
- 2013: Alison Wylie (Universidade de Washington, Seattle)
- 2012: Diana Tietjens Meyers
- 2011: Jennifer Saul
- 2010: Sally Haslanger (Instituto de Tecnologia de Massachusetts)
- 2009: Lorraine Code
- 2008: Nancy Tuana
- 2007: Joan Callahan
- 2006: Ruth Millikan
- 2005: Linda Martín Alcoff
- 2004: Susan Sherwin
- 2003: Eva Feder Kittay
- 2002: Sara Ruddick
- 2001: Amelie Rorty

### Gendered Conference Campaign
O blog Feminist Philosophers hospeda a Gendered Conference Campaign, que trabalha para aumentar a representação das mulheres em conferências de filosofia e em volumes editados. O blog afirma que "eventos e volumes exclusivamente masculinos ajudam a perpetuar o estereótipo da filosofia como masculina. Isso, por sua vez, contribui para o preconceito implícito contra as mulheres na filosofia...."